# Miquel Àngel Femenias Gamundí
Miquel Àngel Femenias Gamundí (1949, Palma, Mallorca) és un pintor mallorquí del moviment Nova Plàstica Mallorquina.
Femenias estudià a l'Escola d'Arts i Oficis de Palma. El 1967 participà, a Palma, en la creació de l'Acadèmia de Nu i el 1970 en la del grup Bes. Després es llicencià en Biologia el 1979 i en Geografia i Història el 1989. Influït pel conceptualisme, s'interessà pels fonaments de l'obra plàstica, particularment per la seva funció d'element de relació entre l'artista i la societat. Al llarg de la dècada dels setanta, participà activament en les manifestacions col·lectives de la Nova Plàstica Mallorquina. Exposà a les mostres Art Pobre (1971) i Ensenya-1 (1973), a Palma. Fou un dels membres més dinàmics i radicals del grup Criada 74 i participà en totes les seves accions i exposicions (1974-77). Cap al 1980, abandonà la pintura i signà amb el pseudònim Lucas Osúa articles polèmics sobre la pràctica i la teoria de l'art.